# Johan Skarpenberg
Johan Skarpenberg (død 1421) var en dansk rigsråd.
Han var af indvandret tysk adel – samme slægt som Scharfenberg –, søn af Gotskalk Skarpenberg til Hald og Else Nielsdatter Bugge. Før han blev ridder, kaldte han sig Heine eller Henneke Skarpenberg. Han forekommer første gang 1380, da han i forening med broderen Vicke solgte jordegods i Mecklenburg. 1389 (Nørre Herred) og 1396 nævnes han i tingsvidner på Mors; men 1390 var han atter i Mecklenburg, og året efter tiltrådte han sammesteds forbundet i Gadebusch, hvis deltagere forpligtede sig til at virke for kong Albrechts udfrielse af fangenskabet. 1395 findes hans navn blandt de talrige forloveres ved forliget på Lindholm, ligesom han også nævnes, da moderen solgte Hald til dronning Margrete. Tvivlsom er hans identitet med den "Henningus de Scharpenberch" der 1393 immatrikuleredes ved universitetet i Prag.
Ridder blev han utvivlsomt ved kongevalgsfestlighederne i Kalmar 1397, og samtidig har han vel fået sæde i rigens råd, thi i de næste 20 år forekommer han som vidne i en stor mængde såvel offentlige som private aktstykker. Fra da af ændrede han sit fornavn til Johan. Han synes således at have været nærværende ved forligene i Flensborg 1405, 1412 og 1413, ved forhandlingerne med Ditmarskerne 1409 og ved forliget i Kolding 1411. Han må vel være den Skarpenberg, der 1409 ledsagede dronning Margrete til Gottorp Slot og her opdagede og advarede dronningen mod et planlagt forræderi fra hertuginde Elisabeths side.
1410 var han en af anførerne for de 8.000 mand, kong Erik sendte til Frisland, blev hér fangen i det ulykkelige slag på Sollerup Mark og måtte betale den betydelige løsesum af 10.000 mark. Af hans forleninger kendes Trøjborg (1405) og Skive med Hindborg, Rødding, Nørre og Harre Herreder, som han 1407 havde i pant. Han ejede Utterslevgård på Lolland, som han 1401 solgte, Tranholm, 1406 solgt til Kronen, og Højris på Mors, som han 1413 skødede til Børglum Kloster.
Mors synes at have været hans faste hjem. Sagnet vil vide, at han her beboede en længst forsvunden gård, Gammellund, men måtte rømme land og rige og forbrød sit gods, fordi han, efter forgæves at have klaget til kongen, overfaldt og ihjelslog en af kongens lensmænd, Peder Pychstrud, der havde krænket en ung pige af Skarpenbergs undergivne. Mod sagnets rigtighed taler, at Johan Skarpenberg, der endnu 1417 sad i Rigsrådet, men var død 1421, lå begravet i Viborg Domkirke, for det, at hans gods på Mors og i Salling længe efter under navn af Skarpenbergs gods var et par kongelige forleninger. En voldsom natur har han måske nok været; kannikerne i Ribe bandlyste ham i alt fald 1405, fordi han som lensmand på Trøjborg havde gjort overgreb mod Løgum Kloster.
Han levede endnu 10. november 1413 og måske 1417 (ifølge Terkel Klevenfeldt), men var død 1421. Skarpenberg var gift med en fru Eibe, der endnu levede 19. juni 1427 og synes at have stået Limbekkerne på Tørning nær. Ægteskabet var vistnok barnløst. Muligvis blev hun gift 2. gang med Claus Limbek (død ca. 1426).